# Костадин Чилев
Костадин (Коста) Савов Чилев е български общественик, учител, духовник и революционер, деец на Българското възраждане в Източна Македония.

## Биография
Костадин Чилев е роден в 1836 или 1839 година в Мехомия, Османската империя. Учи в мехомийското килийно училище. Бирник е на Мехомийската българска община. В 1869 година влиза в основания в градчето от Васил Левски революционен комитет. През 1876 година е арестуван за революционна дейност. В 1878 година е ръкоположен за свещеник, служи в църквата в Мехомия и преподава в началното училище. Участва активно в борбата за самостоятелна българска църква. По време на Илинденско-Преображенското въстание в 1903 година е принуден да бяга от Мехомия и се установява в Поибрене в Свободна България, където служи като свещеник. След амнистията се връща в Мехомия. В 1910 година издава в Кюстендил брошурата „Истината на православието“, в която оставя две приписки за революционния комитет основан от Васил Левски и за срещата си с него.
Синът му Атанас Попкостов е български революционер.
На 18 юли 2007 година в двора на църквата „Свети Георги“ в Разлог е открита паметна плоча на поп Коста Чилев.